# Wolfgang Reitherman
Wolfgang Reitherman (ur. 26 czerwca 1909 w Monachium, zm. 22 maja 1985 w Burbank) – amerykański animator i reżyser filmowy niemieckiego pochodzenia, jeden z dziewięciu staruszków Disneya.

## Życiorys
W 1933 (lub 1934) rozpoczął pracę w Walt Disney Studios, pracując przy tworzeniu krótkometrażowych filmów animowanych wraz z Wardem Kimballem i Miltem Kahlem. Wyreżyserował kilka pełnometrażowych filmów animowanych studia Disneya: 101 dalmatyńczyków (1961, wraz z Hamiltonem Luske'm i Clyde'm Geronimi'm), Miecz w kamieniu (1963), Księga dżungli (1967), Aryskotraci (1970), Robin Hood (1973), Przygody Kubusia Puchatka (1977) i Bernard i Bianka (1977). Był znany z powtórnego wykorzystywania animacji ze starszych filmów w nowszych filmach (m.in. animacji Królewny Śnieżki tańczącej z krasnoludkami z filmu z 1937 w scenie tańca Lady Marion z kowalem Ottem w Robin Hoodzie z 1973), czyli rotoskopu. Wyreżyserował również kilka krótkometrażowych filmów Disneya (m.in. Kubuś Puchatek i miododajne drzewo (1966) i Wiatrodzień Kubusia Puchatka (1968).
Zginął w wypadku samochodowym w wieku 75 lat. W 1989 otrzymał pośmiertnie nagrodę Disney Legends.